# Darko Jukić
Darko Jukić (Copenaghen, 23 agosto 1990) è un cestista danese.

## Palmarès
- Campionato svedese: 1

Södertälje: 2014-15
- Campionato danese: 6

Bakken Bears: 2017-18, 2018-19, 2019-20, 2020-21, 2021-22, 2022-23
- Coppa di Danimarca: 4

Bakken Bears: 2016, 2018, 2020, 2021
- Supercoppa slovena: 1

Krka Novo mesto: 2016